# Alessandro Cavallaro
Alessandro Cavallaro (né le 22 février 1980 à Paternò) est un athlète italien, spécialiste du sprint.
Il remporte le titre national sur 200 m en 2000 et 2003.